# Selommes
Selommes település Franciaországban, Loir-et-Cher megyében. Lakosainak száma 795 fő (2022. január 1.). Selommes Champigny-en-Beauce, Coulommiers-la-Tour, Faye, Périgny, Rhodon, Villemardy, Villetrun és Oucques La Nouvelle községekkel határos.

## Népesség
A település népessége az elmúlt években az alábbi módon változott:
| Lakosok száma | 714  | 720  | 734  | 851  | 837  | 823  | 813  | 814  | 808  | 795  |
|               | 1968 | 1982 | 1990 | 2006 | 2013 | 2015 | 2017 | 2019 | 2020 | 2022 |